# Felix-Machatschki-Preis
Der Felix-Machatschki-Preis ist eine wissenschaftliche Auszeichnung der Österreichischen Mineralogischen Gesellschaft.
Die Mineralogische Gesellschaft vergibt den Preis als Anerkennung für wissenschaftliche Veröffentlichungen aus dem Gesamtgebiet der Mineralogie in internationalen Zeitschriften an österreichische und in Österreich lebende Wissenschafter bis zum 35. Lebensjahr. Benannt ist der Preis nach dem österreichischen Mineralogen Felix Machatschki.

## Preisträger
- 1998 Ronald Miletich-Pawliczek (Heidelberg, später Wien)
- 1999 Rainer Abart (Berlin, später Wien)
- 2004 Peter Tropper (Graz)
- 2004 Günther J. Redhammer (Salzburg)
- 2010 Robert Krickl (Wien)
- 2012 Hannes Krüger (Innsbruck)
- 2021 Dominik Sorger (Graz, Göttingen)
- 2022 Andre Baldermann (Graz)
- 2023 Simon Schorn[1] (Graz)